# Sotnîțke, Petrîkivka
Sotnîțke (în ucraineană Сотницьке) este un sat în așezarea urbană Petrîkivka din raionul Petrîkivka, regiunea Dnipropetrovsk, Ucraina.

## Demografie
Componența lingvistică a localității Sotnîțke
     Ucraineană (95,92%)
     Rusă (3,06%)
Conform recensământului din 2001, majoritatea populației localității Sotnîțke era vorbitoare de ucraineană (95,92%), existând în minoritate și vorbitori de rusă (3,06%).